# Pedro de Ortega Sotomayor
Pedro de Ortega Sotomayor (Lima, 1585-Cuzco, 7 de agosto de 1658) fue un clérigo y catedrático criollo que ocupó altos cargos eclesiásticos y académicos en el Virreinato del Perú. Rector de la Universidad de San Marcos y obispo de Trujillo, Arequipa y Cuzco.

## Estudios y labor docente
Hijo de Pedro Ortega de Sotomayor y Juliana de Arias Castilla. Inclinado a la vocación sacerdotal desde muy joven, recibió la primera tonsura de manos del arzobispo Toribio de Mogrovejo (1600). Al año siguiente ingresó al Real Colegio de San Martín, donde destacó tanto que se animó a concursar en las oposiciones convocadas para la cátedra de Artes de la Universidad de San Marcos, sin haber todavía culminado sus estudios. Y obtuvo dicha cátedra por votación del claustro (1604).
Se graduó de doctor en Teología y posteriormente pasó a ser sucesivamente catedrático de Vísperas de Teología (1623-1629) y de Prima de Teología (1629-1644), hasta su nombramiento como obispo de Trujillo. Incluso, ejerció el rectorado sanmarquino (1629-1630).

## Carrera eclesiástica
Ordenado sacerdote, ejerció su ministerio como cura en la Iglesia de Santa Ana y luego obtuvo el cargo de calificador del Santo Oficio. Posteriormente fue incorporado al Cabildo Metropolitano de Lima como canónigo magistral (1625), maestrescuela (1634) y arcediano (1641).

### Obispo de Trujillo
Preconizado para ejercer la diócesis de Trujillo (1644), trató de no asumir dicha dignidad entrando al noviciado de la Compañía de Jesús, pero forzado a aceptarla, fue consagrado por el arzobispo de Lima Pedro de Villagómez (1646). Tomó posesión de su sede al año siguiente. Nombró visitador de las doctrinas de su diócesis al cura Fernando de la Carrera, y luego inició la visita pastoral.

### Obispo de Arequipa
Poco tiempo estuvo en la diócesis trujillana, pues al año siguiente fue promovido a la diócesis de Arequipa (1648) a donde se trasladó sin haberle llegado las bulas respectivas, tomando posesión de la sede como administrador apostólico. Realizó la visita pastoral, llegando hasta los collaguas, pero sufrió una caída en la que se fracturó una pierna. Donó 8000 pesos para la obra de la catedral de Arequipa y favoreció los monasterios.
Poco tiempo estuvo al frente del obispado arequipeño, pues en noviembre de 1651 fue promovido a la diócesis del Cuzco.

### Obispo de Cuzco
Llegó a la ciudad imperial en 1652. Allí le correspondió el honor de inaugurar la catedral, el 15 de agosto de 1652. Costeó de su propio peculio la capilla de Nuestra Señora de la Antigua, en el testero del coro. Además, erigió a su costa el noviciado, en la recolección de San José de Urubamba. Realizó también diversas obras pías. Al estar lesionado de una pierna, no pudo hacer personalmente la visita pastoral y envió a delegados. Falleció tras seis años de gobierno pastoral y fue sepultado en la iglesia de San Francisco del Cuzco.

## Obras inéditas
- Vida del V. D. Juan Castilla.
- Teatro histórico de la Santa Iglesia de Arequipa.